# Viktor Koretsky
Viktor Koretsky (en russe : Корецкий, Виктор Борисович, Wiktor Borissowitsch Korezki) est un affichiste soviétique né en mai 1909 à Kiev, (Union Soviétique) et décédé le 4 juillet 1998 à Moscou.